# Plantă scapiformă

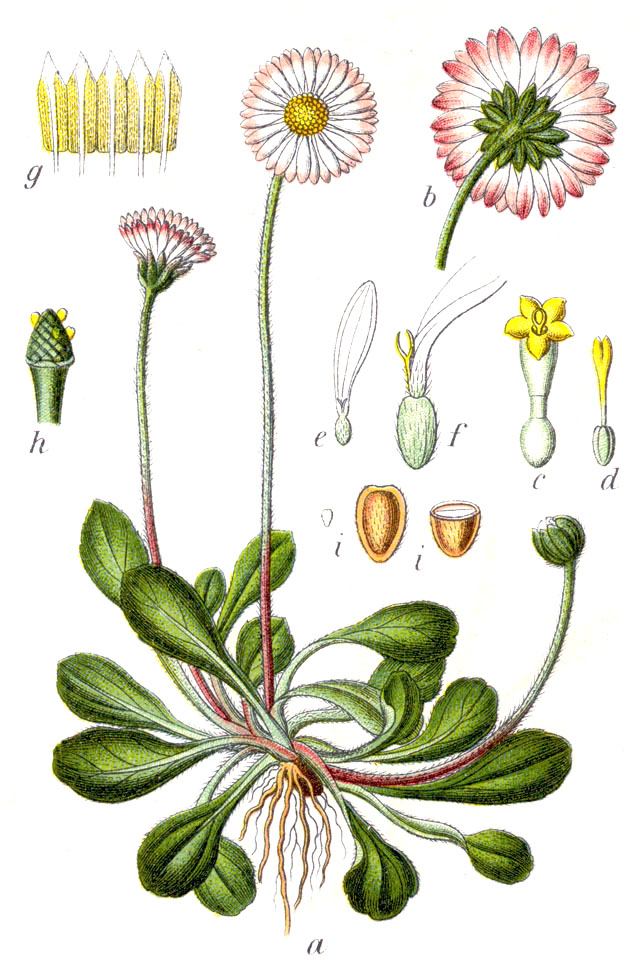
Tulpină floriferă scapiformă (fără frunze) la bănuţ (Bellis perennis), cu frunze bazale dispuse în rozetă

Plantele scapiforme (din latina scapiformis = scapiform) sunt plante cu tulpina floriferă (purtătoare de flori) erbacee, nefoliată (fără frunze), asemănătoare scapului, ex. la bănuț (Bellis perennis), otrățel (Utricularia intermedia), popilnic iepuresc (Hepatica nobilis), roua cerului (Drosera rotundifolia), salata câinilor (Aposeris foetida), potcapul călugărului (Leontodon hispidus), degetăruț (Soldanella montana), primulă (Primula), ghiocel (Galanthus nivalis) etc. 